# 24890 Amaliafinzi
24890 Amaliafinzi è un asteroide della fascia principale. Scoperto nel 1996, presenta un'orbita caratterizzata da un semiasse maggiore pari a 2,9848123 au e da un'eccentricità di 0,1052328, inclinata di 7,67823° rispetto all'eclittica.
L'asteroide è dedicato alla scienziata italiana Amalia Ercoli-Finzi.